# جي إكزامبل
JExamples هو محرك بحث يسمح للمبرمجين بالبحث وتصفح الأكواد المصدرية للغة الجافا. حيث يوفر خاصية البحث في قواعد بيانات JExamples لأمثلة جافا. وتمتلك قواعد البيانات في JExamples الأكواد المصدرية مفتوحة المصدر لمشاريع بلغة الجافا. يفهم محرك بحث دلالا لغة الجافا، وبذلك نحصل على نتائج بحث أفضل من محركات البحث النصية. كما توفر خاصية التصويت للامثلة وأكثر مثال يحصل على التصويت يظهر في الأعلى.
ظهر الموقع في مارس 2005، وكان أول موقع على الأنترنت يسمح بالبحث في الأكواد مفتوحة المصدر.

## المنجات والخدمات
وفر JExamples بالإضافة إلى موقعة على شبكة الأنترنت، وفر إضافة للمتصفح موزيلا فيرفكس.

## وصلات خارجية
- JExamples.com